# Parastasia terraereginae
Parastasia terraereginae är en skalbaggsart som beskrevs av Kuijten 1992. Parastasia terraereginae ingår i släktet Parastasia och familjen Rutelidae. Inga underarter finns listade i Catalogue of Life.